# 小笠原宗康
小笠原 宗康（おがさわら むねやす）は、室町時代の守護大名。信濃守護、小笠原氏当主。小笠原政康の長男。
嘉吉2年（1442年）に父が死去、小笠原氏惣領職をめぐって従兄（伯父の小笠原長将の子）の小笠原持長との間で争いが起きた。持長は結城合戦や赤松満祐の討伐（嘉吉の乱）でも功績があり、幕府の実力者・管領畠山持国とも縁戚関係にあり、問題を複雑化させた。
しかし、当時の現状に鑑みれば、在京期間が長く、信濃と縁の薄い持長では信濃の国人を治めきれないと判断され、文安2年（1445年）11月、幕府問注所は宗康を信濃守護職に任命した。だが、小笠原氏は府中の持長方と伊賀良の宗康方とに分かれ、それにともない国人衆も二派に分裂して対立が続いた。
文安3年（1446年）、宗康は弟の光康に後援を頼み、自身が討ち死にした場合は光康に惣領職を譲り渡すと取り決め、水内郡漆田原で持長軍と戦ったが敗れ討ち死にしてしまった（漆田原の戦い）。
持長は宗康を討ち取りはしたが、家督は既に光康に譲られていたため、幕府も守護職と小笠原氏惣領職を光康に与えた結果、持長と光康の対立は続いた。やがて光康と宗康の子孫同士も争うようになり、小笠原氏は持長系の府中小笠原家、宗康系の鈴岡小笠原家、光康系の松尾小笠原家との三家に分裂し、再統一は戦国時代初期の小笠原長棟（府中家）の登場を待つことになる。